# パラ・デ・ミナス
パラ・デ・ミナス （Pará de Minas）は、ブラジルミナスジェライス州の都市である。人口は9万4808人（2020年）。